# 蘇梅機場 (烏克蘭)
蘇梅機場（烏克蘭語：Аеропорт "Суми"）是位於烏克蘭蘇梅的機場，自2006年12月8日起已成為國際化。該機場全年都能接收的飛機型包括 Tu-134 （有限度）、 An-24 、 Yak-40 和一些低級別飛機等。
機場航站樓的容量為每小時100人。該機場不時會舉辦車展。

## 歷史
1939年，蘇聯在蘇梅開發了一條飛行場，為一隊擁有玻-2飛機的空軍隊伍駐守。1969年，這隊伍成為了蘇梅聯合空軍。
1978年，這飛行場成為了民用機場，開始收納乘客。可是，自從苏联解体後，乘客量急降，導致機場出現經濟問題。2002年，國家政府決定把機場改為作地方政府的財產。
2006年，機場開始恢復營運，亦同年被批准設立邊界關卡，容許了國際航班的乘客入境。
2010年，機場的管理層本來希望在機場進行維修，令設施配合歐洲的標準，但由於錢量不足，未能實施。
2011年，機場的負責人打算讓一家英國公司在機場進行投資，讓他們維修機場的大樓與跑道，並興建一家餐廳與酒店。

## 外部鏈接
- 蘇梅機場 (UKHS) 的事故歷史紀錄 （页面存档备份，存于）

1. ↑  . ТопГород - інформаційно-довідковий портал. 2011-12-05  [2023-09-24]. （原始内容存档于2018-03-13） （乌克兰语）.
2. ↑  .   [2023-09-24]. （原始内容存档于2020-01-29）.
3. ↑  . 2011-03-10  [2023-09-24]. （原始内容存档于2016-03-04） （俄语）.